# Curt Immisch
Curt Immisch (* 13. Dezember 1865 in Schmalleningken, Kreis Ragnit, Preußisch Litauen; † 31. März 1931) war ein deutscher Kaufmann und Politiker (DDP).

## Leben
Immisch besuchte die Realschule und das Tilsiter Realgymnasium bis zur Oberprima. 1886 wurde er Lehrling bei der Firma Kollecker & Gottschalk in Tilsit, einer Stabeisen-, Eisen- und Kurzwarengroßhandlung. Ab 1890 war er Reisender, ab 1893 Prokurist und seit 1917 Mitinhaber der Firma. Er war langjähriger Vorsitzender des Wahlvereins Tilsit. Im Deutschen Kaiserreich war er Mitglied der Deutschen Freisinnigen Partei und der Fortschrittlichen Volkspartei, in der Weimarer Republik Mitglied der Deutschen Demokratischen Partei. Für sie war er Stadtverordneter in Tilsit. Vom 5. Mai 1925 (als Nachrücker für Eldor Pohl) bis zum Ende der Wahlperiode 1925 saß er im Provinziallandtag der Provinz Ostpreußen. Von Februar 1926 bis Januar 1930 war er stellvertretendes Mitglied im Preußischen Staatsrat. Daneben war er Obervorsteher der Korporation der Kaufmannschaft zu Tilsit und dann Präsident der Industrie- und Handelskammer für das Memelgebiet bis zum 31. Dezember 1924.